# 483 aC
El 483 aC va ser un any del calendari romà prejulià. Durant la República Romana es coneixia com l'Any del consolat de Potit i Vibulà, o de vegades, any 271 Ab urbe condita o de la fundació de Roma. La denominació 483 aC per a aquest any s'ha emprat des de l'edat mitjana, quan el calendari Anno Domini va ser el mètode més usat a Europa per a anomenar els anys.

## Esdeveniments

### Grècia
- Aristides d'Atenes és condemnat a l'ostracisme (o potser l'any següent, el 482 aC), per la seva rivalitat amb Temístocles que en les lluites entre els alcmeònides i els tiranòfils s'havia acabat imposant a la mort de Milcíades.[2]

### Sicília
- Geló I, tirà de Gela i de Siracusa, conquereix i ocupa les ciutats de Mègara Hiblea i d'Eubea, traslladant tots els ciutadans importants d'aquestes ciutats a Siracusa mentre les classes populars eren venudes com a esclaus. Així Siracusa va ser la primera ciutat de Sicília.[3][4]

### República Romana
- Marc Fabi Vibulà i Luci Valeri Potit són elegits cònsols a Roma. Fabi Vibulà es va oposar als intents dels tribuns de la plebs de fer efectiva la llei agrària d'Espuri Cassi i com que els tribuns van impedir el reclutament de tropes, va traslladar els tribunals fora de la ciutat on no tenien poder i sota violentes pressions va allistar un exèrcit i va fer la guerra contra els volscs sense resultat decisiu.[5]